# مارتين كوستر
مارتين كوستر (بالهولندية: Martijn Koster)‏ هو مهندس وعالم حاسوب هولندي، ولد في 1970.